# Kelly Kjorlien
Kelly Kjorlien (* 27. Juli 1992) ist eine US-amerikanische Biathletin und Langläuferin.

## Herkunft und Leben
Kelly Kjorlien stammt aus dem Norden Minnesotas und nahm schon während ihrer Schulzeit für die Mannschaft ihrer High School und für Mt. Itasca Biathlon and Langlauf- und Biathlonrennen teil. Nachdem sie drei Jahre Teil der Junioren-Nationalmannschaft war, stellte sie Langlaufen und Biathlon in den Hintergrund und konzentrierte sich auf ihre Schulausbildung. Einige Jahre später wurde sie Trainerin beim Bridger Biathlon Club in Bozeman im US-Bundesstaat Montana und betreute dort vier Jahre lang Nachwuchsathleten. Kelly Kjorlien war auch stark in die Weiterentwicklung des Bridger Biathlon Club in das heutige Crosscut Mountain Sports Centre eingebunden und wirkte beim Erwerb von Grundstücken, dem Ausbau des Streckennetzes und in den ersten Jahren auch in der Geschäftsleitung mit. 2018 fasste Kjorlien den Entschluss, wieder aktive Biathletin zu werden.
Kelly Kjorliens Großmutter stammt aus Norwegen, was ihrer Ansicht nach ihre Vorliebe für nordische Sportarten sowie für das Stricken von Pullovern und für das Backen von Sauerteigbrot erklärt.

## Karriere
Ihre ersten internationalen Rennen bestritt Kelly Kjorlien bei den Biathlon-Juniorenweltmeisterschaften 2010 im schwedischen Torsby. Nach einem 62. Platz im Einzelwettkampf und einem 58. Platz im Sprint verbesserte sie sich im Verfolgungsrennen auf den 40. Rang, was ihre beste Platzierung bei diesen Wettkämpfen war. Im Staffelrennen traf sie im Liegendschießen lediglich eine Scheibe und übergab mit einem Rückstand von über sechs Minuten auf die führende Mannschaft. Ihre Mannschaftskolleginnen Afton Snyder und Silke Hynes verloren jeweils weitere etwa vier Minuten, am Ende belegte die US-amerikanische Mannschaft den 16. und damit vorletzten Platz. Ein Jahr später nahm sie erneut an den Juniorenweltmeisterschaften teil, die in diesem Jahr im tschechischen Nové Město na Moravě ausgetragen wurden. Sie belegte in den Einzelrennen die Plätze 27, 26 und 34, im Staffelrennen wurde sie – gemeinsam mit Grace Boutot und Corrine Malcolm erneut 16. Im gleichen Jahr nahm Kjorlien auch an den Biathlon-Junioreneuropameisterschaften 2011 in Ridnaun teil und belegte im Einzelwettkampf den 36. und im Sprint den 35. Platz. Im Verfolgungsrennen konnte sie sich um einige Plätze verbessern und belegte bei Sieg der späteren Weltmeisterin und Gesamtweltcupsiegerin Dorothea Wierer den 31. Platz. Die Biathlon-Juniorenweltmeisterschaften 2012 im finnischen Kontiolahti waren Kjorliens letzte Rennen vor ihrer langen Wettkampfpause. Im Einzelrennen belegte sie den 39. Platz, im Staffelrennen wurde sie gemeinsam mit Kimberly und Amanda Del Frate auf dem 18. und damit letzten Platz gewertet. Am Sprintrennen nahm sie nicht teil.
Nach einer etwa achtjährigen Wettkampfpause kehrte sie im März 2020 zu den Biathlon-Europameisterschaften 2020 in Minsk als aktive Biathletin zurück. Im Supersprint verfehlte sie die Qualifikation für das Hauptrennen und im Sprint kam sie als 102. und damit vorletzte der gewerteten Athletinnen ins Ziel. In der Mixedstaffel, die sie gemeinsam mit Hallie Grossman, Travis Cooper und Alex Howe bestritt, blieb sie am Schießstand fehlerfrei, wurde jedoch nach dem Stehendschießen überrundet. Am Ende belegte die US-amerikanische Mannschaft den 22. und damit letzten Platz. Kjorlien nahm auch am Saisonfinale des IBU-Cups 2019/20 teil, in den beiden Sprintrennen belegte sie den 59. und den 50. Platz.